# 永谷脩
永谷 脩（ながたに おさむ、1946年4月5日 - 2014年6月12日）はスポーツライター。東京都出身。

## 経歴
青山学院大学経済学部卒業後、小学館に入社。『週刊少年サンデー』編集部を経て独立。漫画家の水島新司のブレーンとして、プロ野球を舞台とする『あぶさん』『野球狂の詩』『光の小次郎』などの作品で取材協力していた。1977年、水島と共に月刊『一球入魂』の創刊に関わる。フリースポーツライターとして、『週刊ポスト』、『Sports Graphic Number』、『夕刊フジ』などで活動し、一時はテレビにも出演していた。
しかし、『文藝春秋』1997年9月号に掲載した「イチロー 大リーグへの夢日記」の内容を取材元であるイチローから強く批判され、現役選手への取材が困難となったことや、スポーツライターの世代交代の波を受けたことから、以後は活動の場をラジオに専念。TBSラジオの番組では頻繁にコメンテーターとして出演し、特に『荒川強啓 デイ・キャッチ!』(金曜日)と『森本毅郎・スタンバイ!』(月曜日)に長年出演していた。
2014年6月12日午前、急性骨髄性白血病のため神奈川県内の病院で死去。68歳没。

## 人物
- 口癖は「〜の気がしてしょうがありません。」である。頻繁に使用し、『日本全国8時です』の10分程度のトークの中で、数回以上発することも珍しくない[3]。

## 著書
- 『王貞治物語101のひみつ：まんがでわかる王選手のすべて』（永谷脩構成・一大寺鉄絵、小学館（小学館の101コミックス）、1976年10月） - 王貞治
- 『背番号30番は宇宙人 : こんな江川を知っているか』出版社	: ワニブックス、 	発売: ベストセラーズ、1983年3月。ISBN 978-4584200599。 - 江川卓
- 『硬式野球 : 勝つ技術と作戦のすべて』森中千香良 監修、有紀書房、1983年6月。ISBN 978-4638011126。
- 『江川卓熱投20球』飛鳥新社、1983年5月。ISBN 978-4870310063。 - 江川卓
- 『マイコン野球中継'84プロ野球データつまみぐい』アスキー〈MSXポケットバンク. 10〉、1984年8月。ISBN 978-4871487528。
- 『プロ野球ここまで書いたらあとがない：グラウンドよりも場外が面白い』（徳間書店（Tokuma books）、1986年6月） ISBN 4195032784
- 『清原和博の真実 : 21世紀に王手をかけた男』徳間書店〈徳間ブックス〉、1986年11月。ISBN 978-4195033586。 - 清原和博
- 『江川のウソ、東尾のホント、山田の意地：エース3人の処世術』（JICC出版局、1988年6月） ISBN 4880634085 - 江川卓・東尾修・山田久志
- 『東尾修駄々っコ野球学：遊び心を勝負に活かすガキ大将の闘争術』（徳間書店、1989年1月） ISBN 4195038545 - 東尾修
- 『120キロの快速球』（文藝春秋、1989年7月） ISBN 4163434208  - 山田久志
- 『清原和博の「まっすぐでこい!」』（ネスコ（NESCO books）、1990年4月） ISBN 4890360727 - 清原和博
- 『ネバー・ギブアップ管理術：須藤豊の「組織に勝ちグセをつけさせる法」 部下のやる気を引き出す将のあり方』（ベストセラーズ（ワニの本）、1990年8月）ISBN 4584007292 - 須藤豊
- 『タフに生きる：プロ野球トップスターの"いきいき"ライフ』（世界文化社、1991年1月） ISBN 4418905065
- 『ミスターを超える男：清原和博の1826日』（広済堂出版、1991年7月）ISBN 4331503348 - 清原和博
- 『野村ID野球強さの秘密：セ・リーグが変わった!!』（オーエス出版、1991年8月） ISBN 4871902994  - 野村克也
- 『野村克也：カニの念仏集』（ポケットブック社、1993年6月） ISBN 4341140450  - 野村克也
- 『昔、巨人軍という不滅のチームがあった』（ポケットブック社、1994年2月） ISBN 4341140612
- 『引退への秒読み：その時、戦い続けてきた男たちは…』（サンドケー出版局、1994年10月）ISBN 4914938421
- 『イチロー<20歳の挑戦>』（未来出版、1994年11月）ISBN 4943901220 - イチロー
- 『一球の心理：イチローと仰木オリックス優勝までの245日』（ダイヤモンド社、1995年10月）ISBN 4478960291 - イチロー・仰木彬
- 『イチローの挑戦：夢と勇気をありがとう! 』（朝日ソノラマ、1995年10月） ISBN 4257034580 - イチロー
- 『仰木監督の人を活かす「技と心」』（二見書房、1995年12月） ISBN 4576951688 - 仰木彬
- 『野村克也「勝利の方程式」』（三笠書房（知的生きかた文庫）、1996年5月） ISBN 4837908063  - 野村克也
- 『野茂とイチロー「夢実現」の方程式』（三笠書房（知的生きかた文庫）、1996年8月） ISBN 4837908276 - 野茂英雄・イチロー
- 『はばたけ、イチロー：ヒーローの躍動美!』（高原寿夫共著、朝日ソノラマ、1996年10月） ISBN 4257034955 - イチロー
- 『夢一途：清原和博11年目の選択』（未来出版、1997年4月） ISBN 4943901271 - 清原和博
  - 『へんこ魂：男は無駄口たたくなケンカは負けるな』（増補、2006年5月） ISBN 4943901360
- 『野村克也勝利を導く「知・情・念」の応用』（未来出版、1997年8月） ISBN 4943901298
- 『小さな村の分校野球部：村びとがささえた日高中津分校の大きな夢』（二見書房、1997年8月） ISBN 4576971166 - 和歌山県立日高高等学校中津分校
- 『野村克也「勝利の方程式」』（三笠書房、1997年11月）ISBN 4837917135
- 『「決断」：権藤博と東尾修の1年』（文藝春秋（Sports graphic number books ; 1）、1999年1月）ISBN 4163547606 - 権藤博・東尾修
- 『権藤博「勝つ管理私の流儀」：横浜ベイスターズ38年ぶりの日本一!』（小学館、1999年1月）ISBN 4093795428 - 権藤博
- 『松坂の野球脳 東尾の活人力』（徳間書店、1999年10月） ISBN 4198610851 - 松坂大輔・東尾修
- 『大輔 in pocket』（松坂大輔応援クラブ編、小学館文庫、1999年10月） ISBN 4094170812 - 松坂大輔
- 『誰が「プロ野球」を殺したのか！』
- 『プロ野球歳時記：グラウンドにこんな奴らがいた』（文藝春秋、2004年11月） ISBN 4163664904
- 『野村・星野・岡田復活の方程式：阪神タイガースを変えた男たち』（イースト・プレス、2005年12月）ISBN 4872576233 - 野村克也・星野仙一・岡田彰布
- 『仰木彬「夢実現」の方程式：野茂、イチローらを育てた男の実像』（イースト・プレス、2006年4月）ISBN 4872576578 - 仰木彬
- 『星野仙一「世界一」への方程式：トップを目指し続ける男の「頭の使い方」』（イースト・プレス、2008年5月）ISBN 9784872579192 - 星野仙一
- 『サムライJapan連覇』（徳間書店、2009年1月） ISBN 9784198626754
- 『王貞治：背番号89のメッセージ』（小学館、2009年3月） ISBN 9784093797993 - 王貞治
- 『サムライたちの凱歌：19日間の死闘の果てに』（武田薫共著、廣済堂あかつき、2009年8月）  ISBN 9784331513910
- 『「野村学校」の男たち：復活・変身37選手が明かした「ノムラの教え」』（徳間書店、2009年9月） ISBN 9784198628178 - 野村克也
- 『監督論：日本シリーズを制した25人の名将』（廣済堂あかつき、2010年4月） ISBN 9784331514498
- 『佐藤義則一流の育て方：ダルビッシュ有田中将大との1600日：星野楽天の「命運」を握る投手コーチ』（徳間書店、2010年11月） ISBN 9784198630713 - 佐藤義則
- 『夢の先にあった栄光と挫折：プロ野球「異業種」から来た男たち』（織田淳太郎・田口元義・高野成光共著、宝島社、2012年8月） ISBN 9784796698993
- 『監督論 : 日本シリーズを制した27人の名将たち』廣済堂出版〈廣済堂文庫 ; ナ-15-1. ヒューマン文庫〉、2013年2月。ISBN 9784331655023。
- 『プロ野球、心をつかむ!監督術』朝日新聞出版〈朝日新書 ; 417〉、2013年8月。ISBN 9784022735171。
- 『西武と巨人のドラフト10年戦争』坂井保之共著、宝島社、2013年6月。ISBN 9784800207609。
- 『超一流の育て方 : 楽天イーグルス投手コーチ・佐藤義則とエースの5年間』KADOKAWA〈中経の文庫 ; な-12-1〉、2013年12月。ISBN 9784046000866。 - 佐藤義則

## 関連書籍
- 石田雄太『永谷脩の仕事：プロ野球ベストセレクション 珠玉の53篇』文藝春秋〈Sports Graphic Number PLUS〉、2016年3月。ISBN 9784160082175。

## 出演番組
- FNN World Uplink (フジテレビ) ※コメンテーターとしてテレビ初出演。
- 話題のアンテナ 日本全国8時です月曜日レギュラーゲスト（TBSラジオ。1998年4月13日～2014年3月31日）※「森本毅郎・スタンバイ!」にもスポーツ関連のニュースの際には随時出演していた。
- うわさの調査隊→メキキの聞き耳 金曜日レギュラー（TBSラジオ。1997年4月～2014年3月28日）※「荒川強啓 デイ・キャッチ!」にもスポーツ関連の話題には随時出演していた。